# David Croft (productor)
David Croft (7 de septiembre de 1922 – 27 de septiembre de 2011) fue un guionista, productor y director televisivo británico, creador de varias sitcoms de la BBC en colaboración con Jimmy Perry y Jeremy Lloyd.

## Biografía
Su nombre completo era David John Andrew Sharland, y nació en Sandbanks, Poole (Inglaterra), siendo sus padres los actores Reginald Sharland (1886–1944) y Annie Croft (1896–1959). Su madre fue la primera mujer propietaria de uno de los Teatros del West End londinense. Actuó por vez primera ante el público a los siete años de edad, en un comercial que se exhibió en cines. Tras ello hizo una breve actuación sin títulos de crédito en la película Adiós, Mr. Chips (1939).
Croft se educó en la escuela St John's Wood, en el norte de Londres, y en la Rugby School, en Warwickshire. En el año 1942 se alistó en la Royal Artillery, sirviendo durante la Segunda Guerra Mundial en el Norte de África, India y Singapur. En Á frica contrajo una fiebre reumática, y fue devuelto a su país, donde sirvió entrenando en el Royal Military College de Sandhurst. En la India, a donde llegó cuando finalizaba la guerra en Europa, sirvió en el Regimiento Essex, alcanzando el empleo de Mayor. Finalizado su servicio militar, empezó a trabajar en la industria del espectáculo como actor, cantante y guionista.
Croft conoció a Freddie Carpenter, que producía muchas pantomimas para la compañía teatral Howard & Wyndham, resultando que Croft escribió guiones tales como Aladdin, Cinderella y Babes in the Wood. Gracias a su buen amigo, el compositor y director Cyril Ornadel, Croft conoció a la productora Fiona Bentley, que tenía los derechos para adaptar y poner música a diferentes historias de Beatrix Potter. Croft también escribió los guiones y letras para una serie editada por His Master's Voice Junior Record Club, narrada por Vivien Leigh, y que protagonizaban cantantes actores como Barbara Brown, Graham Stark y Cicely Courtneidge. David Croft también interpretó varios papeles, entre ellos el de Timmy Willie en Johnny Town-Mouse, Kep en Jemima Puddle-Duck, y Old Brown en Squirrel Nutkin.
Croft se mudó al noreste de Inglaterra para trabajar con ITV Tyne Tees, donde produjo muchas ediciones del show de variedades The One O'Clock Show. Para Tyne Tees, Croft también dirigió y produjo los Infomerciales Ned's Shed y Mary Goes to Market, así como su primera sitcom, Under New Management.
Tras dejar Tyne Tees Television para entrar en la BBC a mediados de los años 1960, produjo varias de las sitcoms de la cadena, como Beggar My Neighbour, A World of His Own, Up Pompeii! y Hugh and I. Producía Hugh and I cuando le presentaron al actor Jimmy Perry, que le dio un guion para un programa piloto titulado The Fighting Tigers, sobre la Home Guard durante la Segunda Guerra Mundial. A Croft le gustó la idea y los dos hombres escribieron nueve temporadas de la serie, la cual fue retitulada Dad's Army, así como un largometraje y un show teatral sobre la misma.
Mientras todavía se emitía Dad's Army, Croft empezó a escribir Are You Being Served?, en colaboración con Jeremy Lloyd. Siguió escribiendo series de éxito en colaboración, como fue el caso de It Ain't Half Hot Mum, Hi-de-Hi! y You Rang M'Lord (con Perry), y Allo, Allo (con Lloyd). Su última serie completa, Oh, Doctor Beeching!, emitida entre 1995 y 1997, fue escrita junto a Richard Spendlove. También creó un piloto televisivo en 2007 titulado Here Comes The Queen, con Jeremy Lloyd. Fue protagonizado por Wendy Richard y Les Dennis, pero no tuvo continuación con una serie.
David Croft falleció en su domicilio en Tavira, Portugal, en 2011, mientras dormía. Tenía 89 años de edad. Se había casado con la agente teatral Ann Callender el 2 de junio de 1952, y la pareja tuvo siete hijos, Nicholas Croft, Penelope Croft, Jane Croft, Rebecca Croft, John Croft, Richard Croft y Timothy Croft, y dieciséis nietos.

## Premios
Croft fue nombrado miembro de la Orden del Imperio Británico junto a Jimmy Perry en 1978 por su trabajo televisivo. También recibió en 1981 el Premio Desmond Davis concedido por la Academia Británica de las Artes Cinematográficas y de la Televisión por sus contribuciones a la industria.
Otros premios y nominaciones de Croft fueron los siguientes:
- (Premios BAFTA): Mejor entretenimiento ligero
Nominado: 1970 Dad's Army
Producción de mejor entretenimiento ligero
1971 Dad's Army (con equipo)
Nominado: 1971 Up Pompeii!
Mejor sitcom
Nominado: 1973 Dad's Army
Nominado: 1974 Dad's Army
Mejor sitcom
 Nominado: 1975 Dad's Army 
Nominado: 1977 Are You Being Served?
Premio Desmond Davis
1982 Premio a la trayectoria
Mejor sitcom
Nominado: 1982 Hi-de-Hi!
Nominado: 1983 Hi-de-Hi!
Nominado: 1985 Hi-de-Hi!
Nominado: 1986 Allo, Allo
Nominado: 1987 Allo, Allo
Nominado: 1988 Allo, Allo
Nominado: 1989 Allo, Allo
- Premios Comedia Británica: 2003 Premio a la trayectoria
Writers' Guild of Great Britain
 1969 Mejor guion de comedia Dad's Army
 1970 Mejor guion de comedia Dad's Army
 1971 Mejor guion de comedia Dad's Army

## Carrera como productor y guionista
Además de escribir la mayoría de los episodios de esas series, Croft ambién trabajó como productor, director y, más adelante, productor ejecutivo.

### Guionista junto a Jimmy Perry
- 1968–1977 : Dad's Army
- 1974–1981 : It Ain't Half Hot Mum
- 1980–1988 : Hi-de-Hi!
- 1988–1993 : You Rang, M'Lord?

### Guionista junto a Jeremy Lloyd
- 1972–1985 : Are You Being Served?
- 1977–1978 : Come Back Mrs Noah
- 1980 : Oh Happy Band!
- 1982–1992 : Allo, Allo
- 1992–1993 : Grace and Favour
- 1994 : Which Way to the War
- 2008 : Here Comes the Queen

### Guionista junto a Richard Spendlove
- 1995-1997 : Oh, Doctor Beeching!

### Guionista único
- 1972 : Birds in the Bush